# يوجين س. بينغهام
يوجين س. بينغهام (بالإنجليزية: Eugene Cook Bingham) هو كيميائي أمريكي، ولد في 8 ديسمبر 1878 في كورنول في الولايات المتحدة، وتوفي في 6 نوفمبر 1945 في إيستون في الولايات المتحدة بسبب مرض فيروسي.